# Chiesa del Sacro Cuore (Boston)
La chiesa del Sacro Cuore è una chiesa cattolica di Boston, Massachusetts negli Stati Uniti d'America. Costruita nel 1833 come chiesa protestante, fu acquistata nel 1884 da una confraternita cattolica di immigranti italiani (la Società di San Marco) e quindi dal 1890 trasformata in parrocchia per la comunità cattolica italiana locale sotto la guida dei padri scalabriniani.

## Storia e descrizione
L'edificio di culto sorge nel centro antico di Boston su North Square, la pubblica piazza più antica d'America. Nell'area sorgeva già nel 1649 una chiesa protestante, distrutta dalle fiamme nel 1676 e sostituita quindi da un'altra anch'essa distrutta da un incendio nel 1770. L'edificio attuale fu eretto nel 1833 e per 38 anni ha servito da cappella per i marinai, di proprietà della Boston Port Society. Vi predicava il ministro metodista rev. Edward T. Taylor, ai cui sermoni assistette Charles Dickens e alla cui figura si ispirò Herman Melville per il personaggio del rev. Mapple in Moby Dick.
Nel 1884 la chiesa fu acquistata da una confraternita cattolica di immigrati italiani (la Società di San Marco). Nel 1888 la cura della cappella fu affidata al padre scalabriniano Francesco Zaboglio, il quale nel 1890 ottenne dal vescovo di Boston che divenisse Chiesa del Sacro Cuore per servire come parrocchia al servizio degli immigrati italiani locali. Il Sacro Cuore fu la prima chiesa italiana di Boston retta dai Padri della Congregazione, che la dirigeranno ininterrottamente fino al 2004.
L'edificio ospita due chiese: la chiesa superiore in stile neoclassico a tre navate, con un maestoso soffitto affrescato a volta sorretto da colonne di marmo. La cappella più piccola situato al piano terra è una importante testimonianza della pietà e della devozione dei primi immigrati italiani, incorporando una serie di altari dedicati a sant'Antonio, santa Lucia, alla Madonna del Rosario, a santa Teresa, a santa Rita, a san Giuda, alle povere anime, a santa Rosalia e alla Pietà.
Dopo la partenza dei padri scalabriniani nel 2004, la chiesa è oggi parte della parrocchia della Chiesa di San Leonardo da Porto Maurizio (Boston) ed è officiata dai padri francescani.

### Parroci
- Francesco Zaboglio (1888-1895)
- Giacomo Gambera (1895-1901)